# Kramerhaus

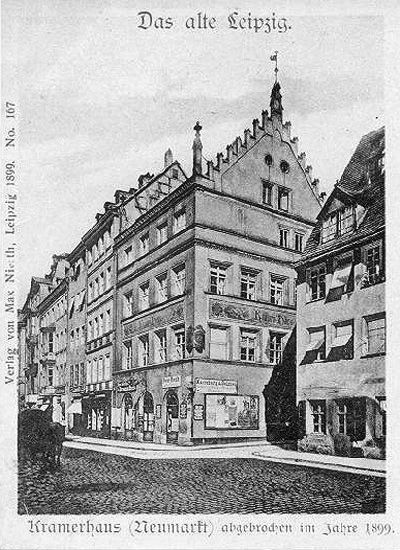
Das Kramerhaus 1885

Das Kramerhaus in Leipzig war ein historisches Wohn- und Geschäftshaus. Sein Name rührte daher, dass es über mehr als 200 Jahre Sitz der Leipziger Kramerinnung war.

## Lage und Gestalt
Das Kramerhaus stand am Neumarkt an der Nordseite der Einmündung der Kupfergasse. Es war vierstöckig mit vier Fensterachsen zum Neumarkt und fünf zur Kupfergasse sowie Ladengeschäften im Erdgeschoss. Der zur Kupfergasse gerichtete Giebel war zinnenbekrönt hatte an den Seiten Schmucksäulen.

## Geschichte

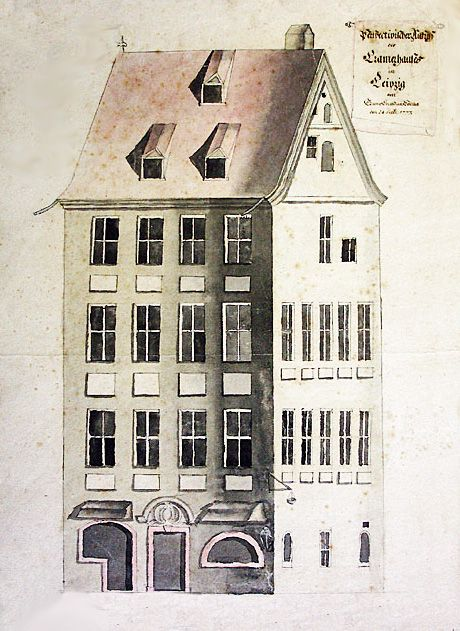
Zustand von 1777

Im Jahre 1654 ersteigerte die Leipziger Kramerinnung für 1500 Gulden das aus dem 16. Jahrhundert stammende zweigeschossige Gebäude und richtete ihr Innungshaus ein. Nach einer zwischenzeitlichen Aufstockung erfolgte von 1797 bis 1802 eine Neugestaltung. Im zweiten Obergeschoss befand sich der Sitzungssaal mit zahlreichen Bildnissen Leipziger Kramermeister, denn jedes neue Innungsmitglied musste sich auf eigene Kosten porträtieren lassen. Insgesamt entstanden so 116 Bilder. 1860 erfuhr das Haus eine weitere Überarbeitung durch den Leipziger Architekten Oskar Mothes (1828–1903), bei welcher der Zinnengiebel entstand. 
1887 wurde die Kramerinnung aufgelöst, und die Stadt wurde Besitzerin des Gebäudes. Dieses wurde zwei Jahre später zusammen mit Nachbarhäusern abgerissen, um Baufreiheit für die Errichtung des Städtischen Kaufhauses zu gewinnen.
Das bekannteste Ladengeschäft im Kramerhaus mit dem Eingang von der Kupfergasse war jenes der Musikalienhandlung von Maximilian Oelsner (1859–1912), das 1860 hier von  Karl Gustav Stangel als Antiquariatsbuchhandlung gegründet worden war.
Bis zur Erneuerung durch Oskar Mothes war am Kramerhaus das Relief eines Kinderbildes zu sehen, das an ein Ereignis aus dem Jahr 1624 erinnerte, bei dem ein dreijähriger Junge einen Sturz aus dem ersten Stock überlebt hatte. Das Relief galt als eines der Stadtwahrzeichen Leipzigs für wandernde Gesellen.